# Lehua
Lehua est une petite île en forme de croissant située à 1,1 km au nord de Ni'ihau. L'île elle-même était formée d'un cône de cendres relié au volcan éteint de Ni'ihau.
Lehua était l'une des cinq premières îles découvertes par le capitaine James Cook en 1778, qu'il avait orthographié "Oreehoua".

## Conservation et restauration
En août 2017, Island Conservation, le Hawaii Department of Land and Natural Resources (en), le département de l'Agriculture des États-Unis et le United States Fish and Wildlife Service ont uni leurs forces pour éliminer les rats, une espèce envahissante, en s'appuyant sur les connaissances acquises lors d'une tentative passée et l'élimination réussie de lapins, une autre espèce envahissante, une décennie auparavant. En conséquence, l'île de Lehua est désormais un refuge sans prédateurs et entièrement protégé pour les espèces hawaïennes menacées et en voie de disparition .

## Galerie

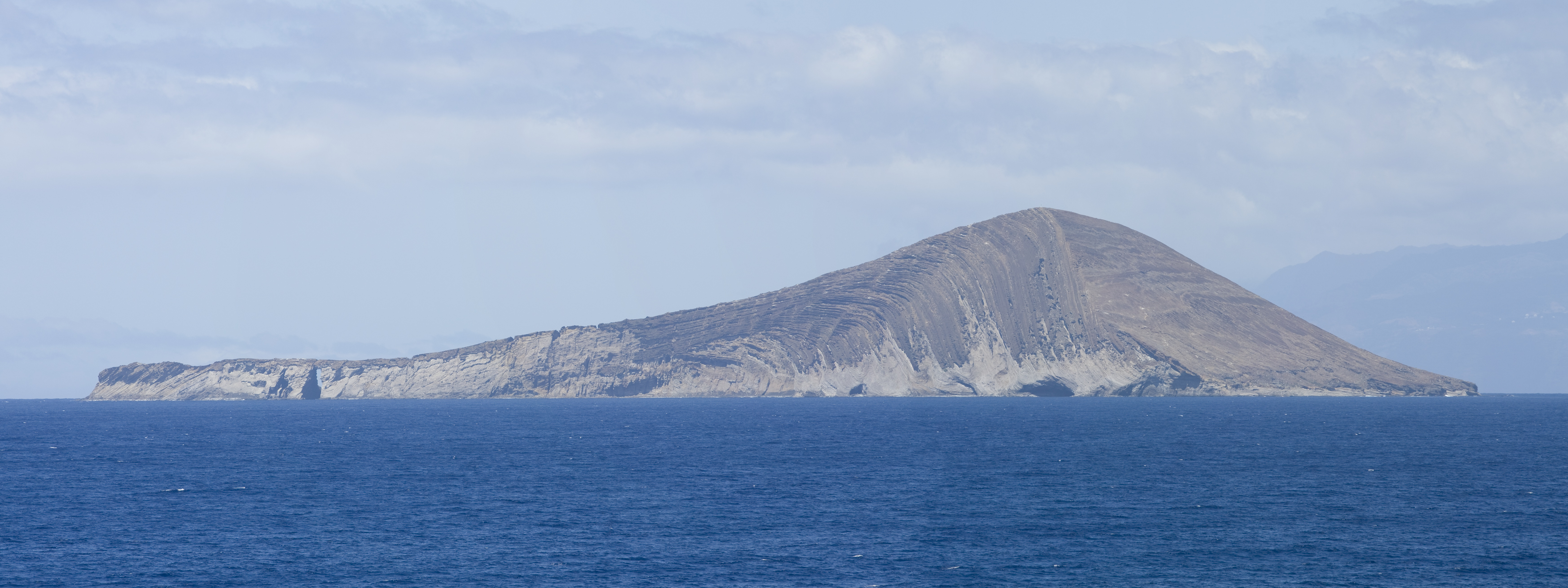
Rive ouest de Lehua
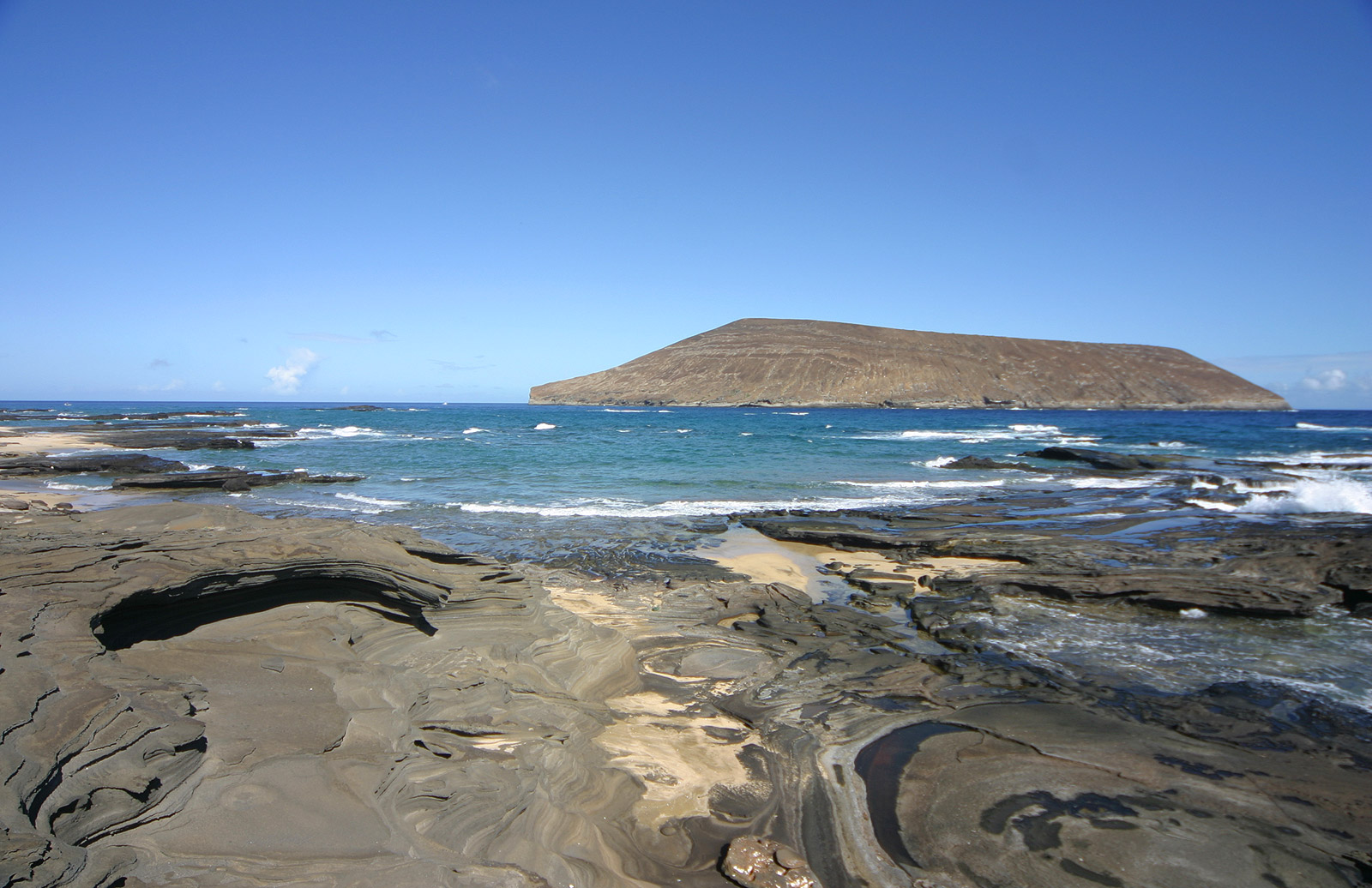
Lehua vu de Niʻihau
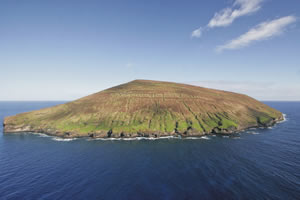
Lehua vu de l'ouest

### Webographie
- Ressource relative à la géographie :   - Geographic Names Information System
- Notice dans un dictionnaire ou une encyclopédie généraliste :   - Gran Enciclopèdia Catalana
- Notices d'autorité :   - LCCN
  - Israël